# L'uomo scatola
L'uomo scatola (箱男?, Hako otoko) è un romanzo giapponese del 1973 scritto da Kōbō Abe. In Italia è stato pubblicato da Einaudi. La traduzione è a cura di Antonietta Pastore. ISBN 9788806124625.